# كريستوفر جوزيف ويلدون
كريستوفر جوزيف ويلدون (بالإنجليزية: Christopher Joseph Weldon)‏ هو كاهن كاثوليكي وضابط أمريكي، ولد في 6 سبتمبر 1905 في نيويورك في الولايات المتحدة، وتوفي في 19 مارس 1982 في سبرينغفيلد في الولايات المتحدة.